# Nørreskov, Vejle
Nørreskov är en skog i Danmark. Den ligger i Region Syddanmark, i den centrala delen av landet. På södra sidan ligger en park och på norra sidan samhällen.